# Lycée Racine
Le lycée Racine est un établissement scolaire public du quartier de l'Europe situé dans le 8e arrondissement de Paris. Il comprend un lycée ainsi qu'un cursus de BTS assistant de manager et BTS banque conseiller clientèle. Il compte également un cycle de double-cursus (musique et danse). Il porte le nom de Jean Racine, dramaturge et historiographe du roi.
Le site principal (Rocher) est desservi par les stations de métro Saint-Lazare, Saint-Augustin ou Europe. Le site secondaire (Naples) est desservi par les stations Villiers, Europe ou Miromesnil.

## Historique

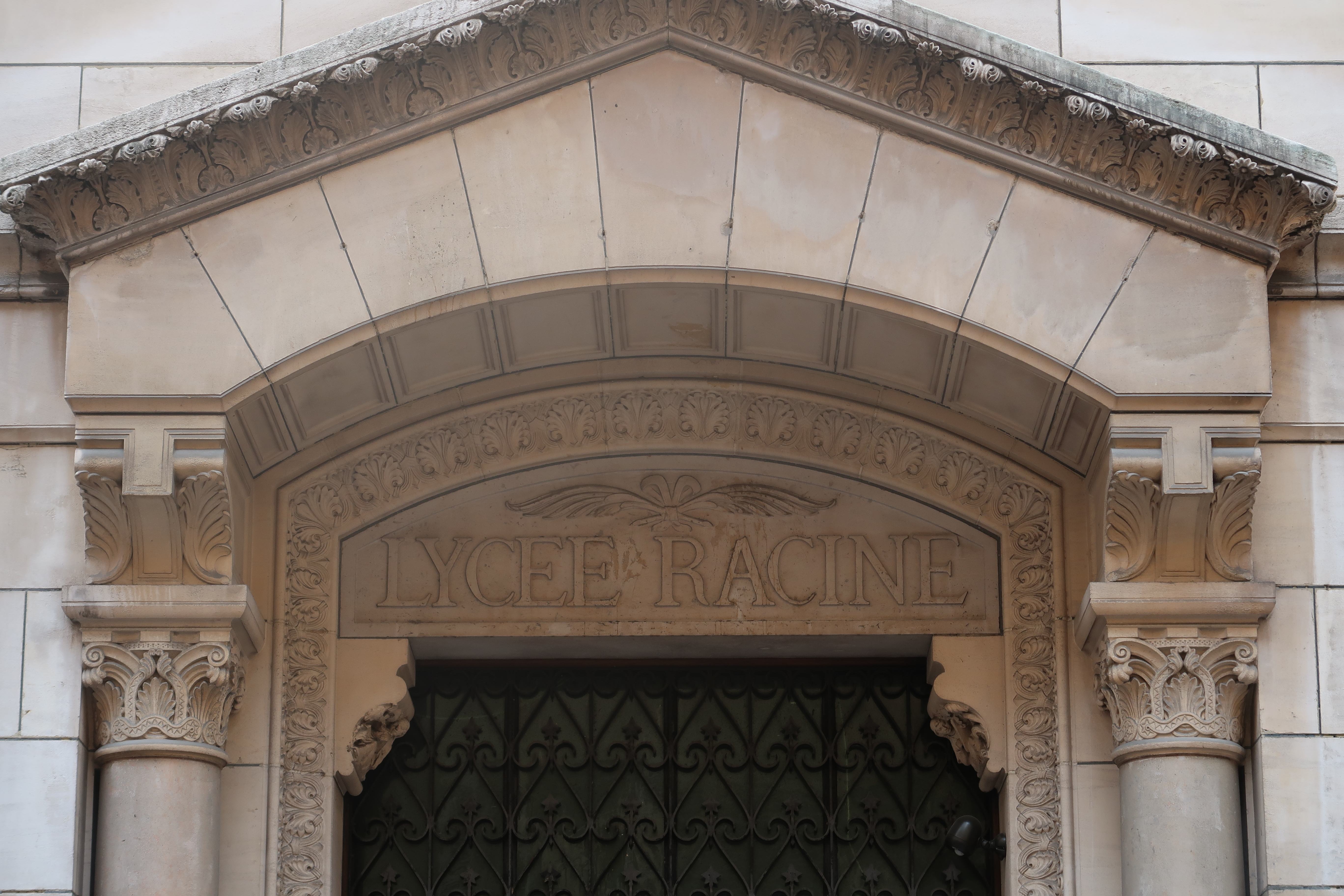
Porche d'entrée à Rocher.

Le lycée Racine est construit par l'architecte Paul Gout. Il est le deuxième lycée de jeunes filles de Paris après le lycée Fénelon. Ce nouveau genre d'établissement public vise à soustraire les jeunes filles de l'influence de l'Église et de préparer au mieux les futures épouses de l'élite urbaine de la Troisième République. L'inauguration officielle a lieu en 1887, en présence du ministre Eugène Spuller, qui prononce un discours. Une plaque commémorative rappelle cet évènement : « Inauguré le 19 octobre 1887. M. Spuller ministre de l'Instruction publique, des Cultes et des Beaux-Arts. Agrandi en 1891 et en 1906. M. Paul Gout architecte » (chiffres romains adaptés en chiffres arabes),.
Alors que la plupart des nouveaux lycées de garçons de l'époque sont construits ex nihilo, donnant naissance à des bâtiments au style monumental, les lycées de jeunes filles sont plus modestes. Soit ils réinvestissent d'anciens bâtiments (comme le lycée Fénelon), soit ils jouissent de conditions de construction moins favorables. Ainsi, le lycée Racine est érigé sur une parcelle étriquée et en pente, succédant à une « vieille et sombre construction » note l'historien Marc Le Cœur.
Entre 1891 et 1893, le lycée dispose d'un petit lycée 121 rue du Faubourg-Poissonnière. Ce dernier prend par la suite son indépendance et devient le lycée Lamartine.
Le lycée Racine devient progressivement mixte. En septembre 1968, il ne comptait que deux garçons, en classe à horaires aménagés option musique, avec cours le matin.
L'établissement porte le nom de Jean Racine, dramaturge français du XVIIe siècle.

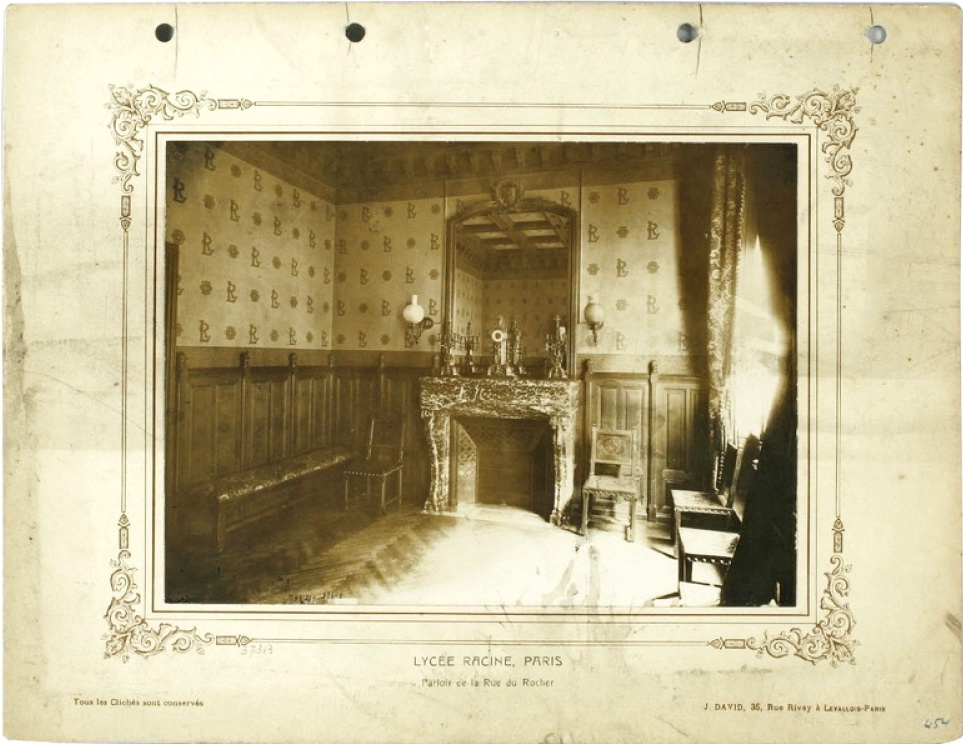
Parloir de la rue du Rocher (Jules David, 1902-1910).
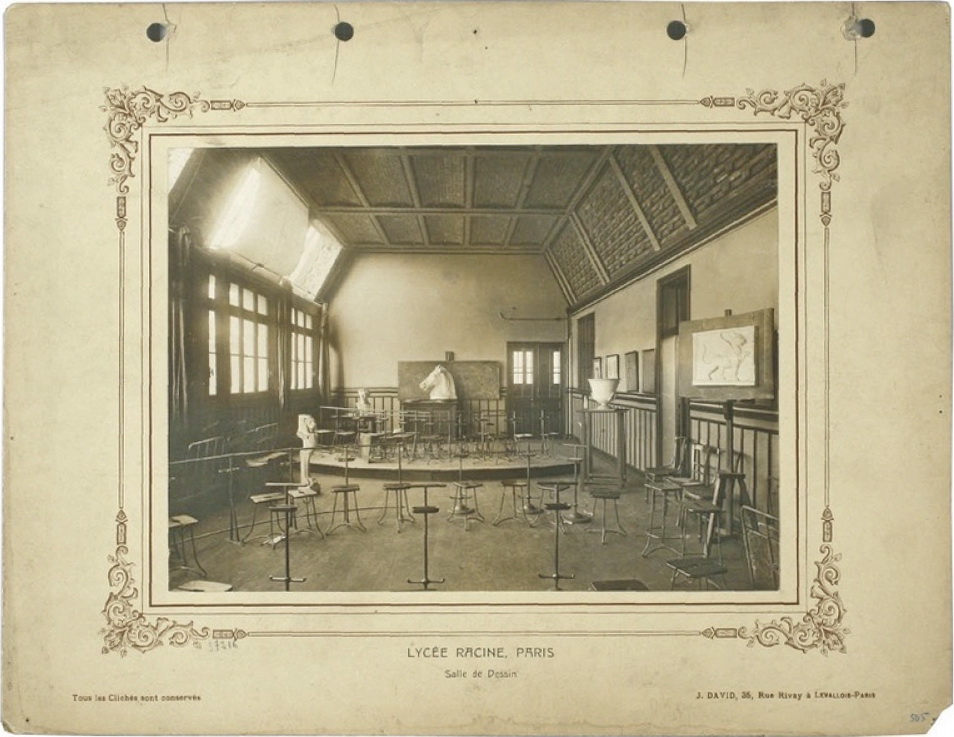
Salle de dessin (Jules David, 1902-1910).

## Organisation

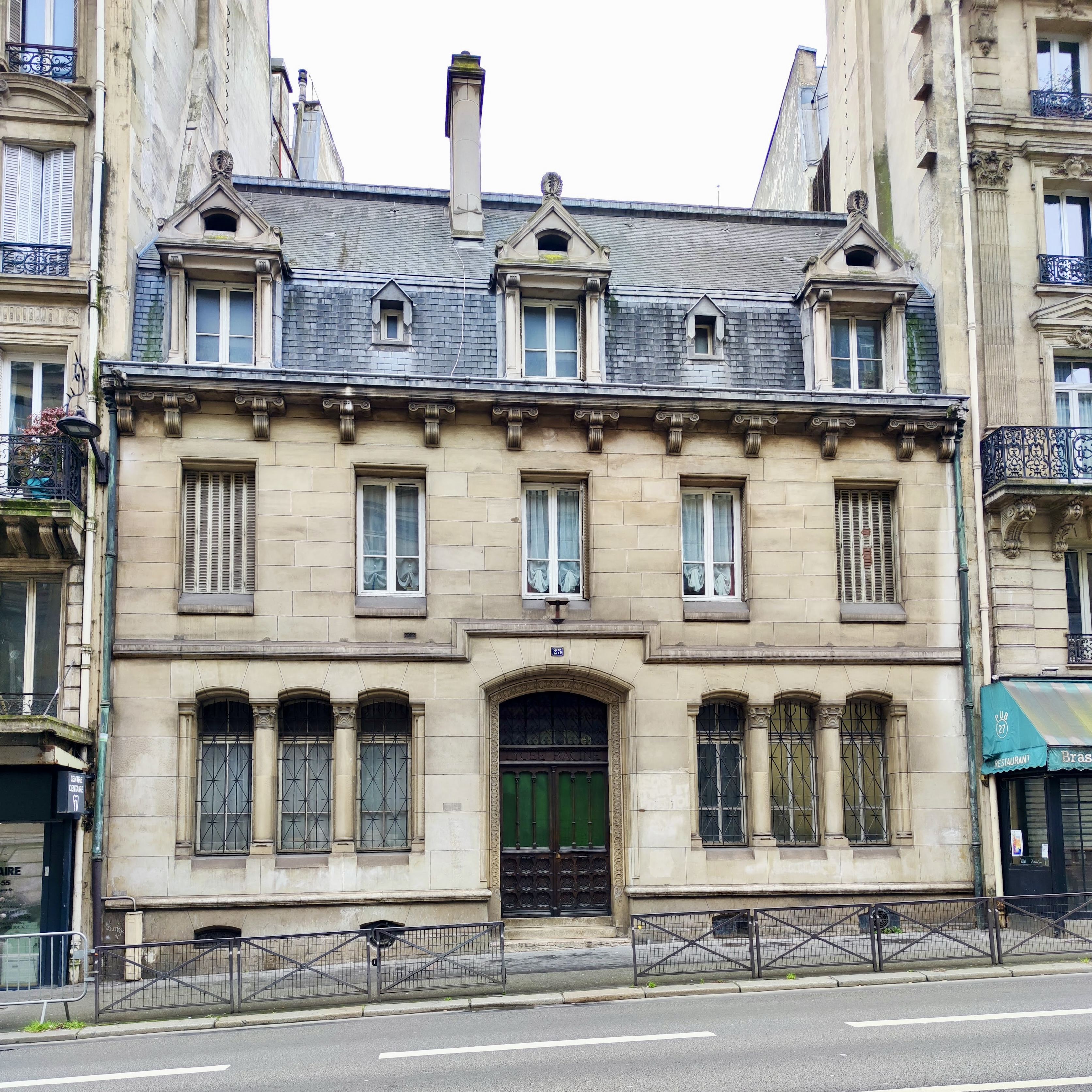
Entrée secondaire, 25 rue de Rome.

Le lycée se trouve sur deux sites : le site principal est installé au 20 rue du Rocher (Rocher, site historique, avec une entrée secondaire 25 rue de Rome) et le second au 38 rue de Naples (Naples). L’acquisition du deuxième site a permis d'augmenter la capacité d'accueil d'élèves du lycée et de recevoir des classes de BTS bilingue et trilingue.
Depuis, les cours de sport ont lieu dans le gymnase de Naples ou dans des établissements extérieurs. On peut cependant toujours remarquer les vestiges d'anciennes installations sportives à Rocher : paniers de baskets, peintures au sol, etc.
Chaque site dispose de sa propre vie scolaire, de sa propre cantine et de son propre CDI. Les classes sont réparties dans les deux sites, sauf pour la plupart des cours de sciences et les classes mi-temps (double cursus musique ou danse), qui sont à Rocher pour des raisons pratiques et d'accès plus aisé aux nombreuses lignes de transport qui irriguent le quartier Saint-Lazare.

## Classes
Le lycée Racine propose des classes à horaires mi-temps destinées aux élèves suivant un enseignement artistique de haut niveau dans des conservatoires nationaux, régionaux, municipaux, maîtrises, etc. Il a son propre orchestre et sa propre chorale, qui contribuent à la formation artistique ; ces ensembles sont ouverts à tous, mi-temps ou temps-plein.
L'enseignement à mi-temps donne la liberté de disposer du temps nécessaire à la pratique artistique et permet ainsi aux élèves de préparer en parallèle un baccalauréat quelles que soient les spécialités. Les options et spécialités artistiques sont ouvertes à tous.
Le lycée compte :
| Seconde             | 10 |   |   |   |  |  |  |  |  |
| Première            |    | 9 | 2 |   |  |  |  |  |  |
| Terminale           |    | 9 | 2 |   |  |  |  |  |  |
| Supérieur (BTS 1&2) |    |   |   | 4 |  |  |  |  |  |

L'effectif s'élève à environ 1 060 élèves et environ 100 professeurs.

## Classement du lycée
En 2022, le lycée se classe 14e sur 109 au niveau départemental quant à la qualité d'enseignement, et 28e au niveau national. Le classement s'établit sur trois critères : le taux de réussite au bac, la proportion d'élèves de première qui obtient le baccalauréat en ayant fait les deux dernières années de leur scolarité dans l'établissement, et la « valeur ajoutée » (calculée à partir de l'origine sociale des élèves, de leur âge et de leurs résultats au diplôme national du brevet, soit 98 % de réussite et 83 % de mentions).
En 2021, le lycée Racine comptait 99 % de réussite au baccalauréat, avec + de 80 % de mentions.
L'établissement se caractérise par sa mixité sociale et accueille près de 23 % de boursiers[réf. nécessaire].

## Personnalités liées au lycée

### Proviseurs
- Christine A. Périer (d)
- Marie Rusch
- Edmée Hatinguais dirige le lycée Racine à partir de 1938.

### Enseignants
- Didier Blonde, écrivain (lettres et théâtre)[8]
- Valérie Hannin, historienne, directrice de la revue L'Histoire (histoire-géographie)[9]
- Vincent Warnier, organiste (musique)[10]
- Jacques Bardin, écrivain[réf. nécessaire]
- Lucie Aubrac, résistante (histoire)[11]

### Élèves
- Françoise Abraham (1962-), sculpteur et peintre[réf. nécessaire]
- Sabine Azéma, actrice[12]
- Jeanne Balibar (1968-), actrice[13]
- Pauline Benda dite Madame Simone (1877-1985), comédienne et femme de lettres
- Jérôme Bonnell, réalisateur[réf. nécessaire]
- Romane Bohringer, comédienne[réf. nécessaire]
- Max Boublil, humoriste[réf. nécessaire]
- Anne Brunswic, journaliste et écrivaine[réf. nécessaire]
- Monique Canto-Sperber, philosophe[réf. nécessaire]
- Germaine Chénin-Moselly (1902-1950), graveuse
- Marc Coppey, violoncelliste[14]
- Clovis Cornillac, comédien[réf. nécessaire]
- Monique Cottret, historienne[réf. nécessaire]
- Lola Créton, actrice[réf. nécessaire]
- Gabrielle Dorziat, actrice[réf. nécessaire]
- Clément Ducol, orchestrateur[réf. nécessaire]
- Patrick Dupond, danseur étoile[15]
- Abdel Rahman El Bacha, pianiste[16]
- Adèle Exarchopoulos, actrice[17]
- Isabelle Guérin, danseuse étoile du Ballet de l'Opéra de Paris[réf. nécessaire]
- Françoise Héritier, anthropologue[18]
- Laurent Hilaire, danseur étoile et maître de ballet à l'Opéra de Paris[19]
- Alexandre Kantorow (1997-), pianiste[20]
- Violette Leduc (1907-1972), romancière[21]
- Thierry Malandain, chorégraphe, directeur du ballet Biarritz[22]
- Renée Marceau, militante communiste
- Frédéric Mazzella, chef d'entreprise[19]
- Isabelle Oehmichen, pianiste[23]
- Geneviève Page, actrice[réf. nécessaire]
- Monique Pelletier, femme politique
- Pierre Pincemaille, musicien et organiste[24]
- Élisabeth Platel, danseuse étoile, directrice de l'école de danse de l'Opéra de Paris[25]
- Mila Racine (1921-1945), résistante[26],[27] (une plaque commémorative lui rend hommage à Rocher)
- Kevin Razy, humoriste[réf. nécessaire]
- Madeleine Renaud (1900-1994), comédienne[28]
- François-Xavier Roth, chef d'orchestre[19]
- Élisabeth Roudinesco, psychanalyste[29]
- Alice Taglioni, pianiste puis actrice[30]
- Zahia Ziouani, cheffe d'orchestre et Fettouma Ziouani, violoncelliste[31]
- Jean-François Zygel, pianiste[réf. nécessaire]

## Dans la littérature
Ancienne élève, Violette Leduc écrit dans La Bâtarde (1964) :

« Le lycée Racine à côté de la gare Saint-Lazare, proche du métro du même nom, dans les parages des grands magasins, des hôtels de touristes, des cafés et des restaurants bondés me donna la fièvre. Je venais chercher de l’enseignement en pleine fournaise. J’entendais le bruit de la foule et de la circulation jusque dans les classes. Le niveau des études m'épouvanta, je repris ma place au dernier rang de tous les cours sauf à celui des littératures étrangères. »